# Респіраторний алкалоз
Респіраторний алкалоз, дихальний алкалоз, газовий алкалоз — це медичний стан, при якому посилене дихання підвищує pH крові вище нормального діапазону (7,35–7,45) з одночасним зниженням рівня вуглекислого газу в артеріальній крові. Цей стан є одним із чотирьох основних порушень кислотно-основного гомеостазу.
Дихальна (респіраторна) компенсація — це також стан, при якому посилене дихання іноді знижує рівень вуглекислого газу нижче норми. У цьому випадку це фізіологічна реакція на низький pH внаслідок метаболічних процесів, а не первинне захворювання.

## Ознаки та симптоми
Ознаки та симптоми респіраторного алкалозу такі:
- Серцебиття
- Тетанія
- Судоми
- Потовиділення

## Причини
Респіраторний алкалоз може виникнути внаслідок таких причин:
- стрес
- патологія легень
- тепловий удар
- висотна хвороба
- отруєння саліцилатами
- гарячка
- гіпервентиляція (через хворобу серця та інш.)
- параліч голосових зв'язок
- хвороба печінки

## Механізм

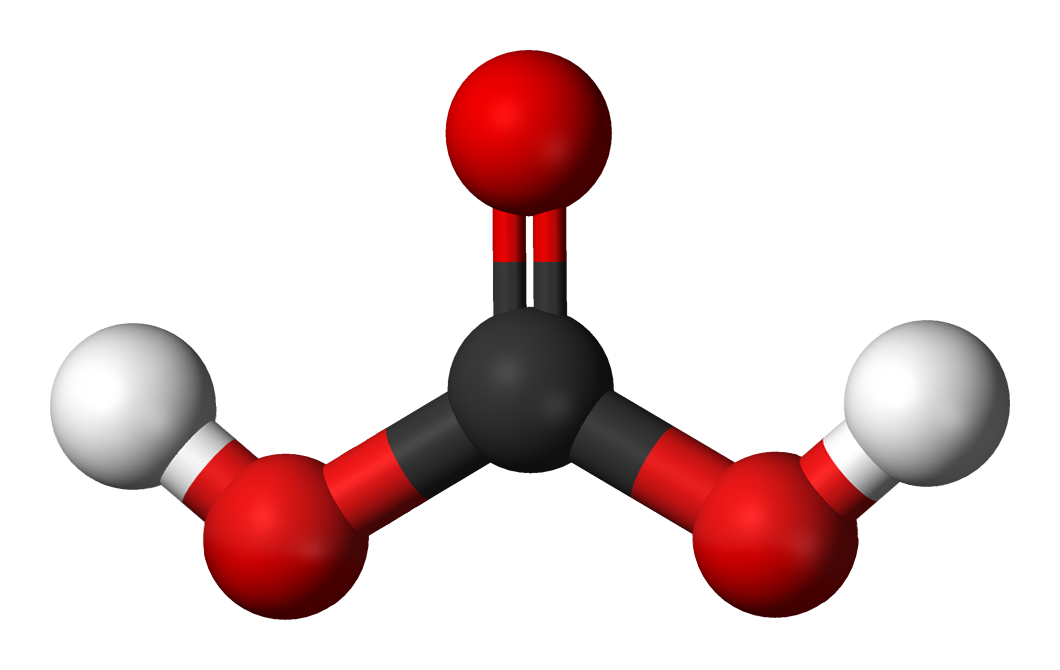
Вугільна кислота

Коли якийсь подразник викликає у людини гіпервентиляцію, посилене дихання призводить до посилення альвеолярного обміну, що виводить CO2 з кровообігу. Це змінює його динамічну хімічну рівновагу в кровоносній системі. Іони водню (H+) та бікарбонат (HCO3-), що циркулюють, зсуваються через проміжний продукт вугільної кислоти (H2CO3) з утворенням більшої кількості CO2 за допомогою ферменту карбоангідрази відповідно до наступної реакції:
{\displaystyle {\rm {HCO_{3}^{-}+H^{+}\rightarrow H_{2}CO_{3}\rightarrow CO_{2}+H_{2}O}}}
Це призводить до зниження концентрації іонів водню в крові та підвищення pH (алкалозу).

## Діагностика
Діагноз респіраторного алкалозу ставиться за допомогою тесту, який вимірює рівень кисню (pO2) та вуглекислого газу (pCO2) в крові, рентгенографії грудної клітки та дослідження функції легень пацієнта.
Діаграма Девенпорта названа на честь Горація В. Девенпорта, вчителя та фізіолога, і дозволяє теоретикам та вчителям графічно описувати кислотно-основну хімію. Її не використовують клініцисти, які віддають перевагу практичному, а не теоретичному підходу

### Класифікація
Існує два типи респіраторного алкалозу: хронічний та гострий, що виникає внаслідок 3–5-денної затримки компенсації порушення нирками.
- Гострий респіраторний алкалоз виникає швидко та має високий pH, оскільки реакція нирок повільна.[10]
- Хронічний респіраторний алкалоз є більш тривалим станом, при якому нирки встигають знизити рівень бікарбонату.[10]

#### рН
- Ацидемія — це pH сироватки < 7,35.

- Алкаліємія — це pH сироватки > 7,45.

Ацидоз — це фізіологічний процес, який призводить до збільшення концентрації іонів водню.
Алкалоз — це фізіологічний процес, який знижує концентрацію іонів водню.

## Лікування
Респіраторний алкалоз дуже рідко загрожує життю, хоча рівень pH не повинен бути 7,5 або вище. Мета лікування полягає у виявленні основної причини. Коли у осіб із хронічним респіраторним алкалозом швидко регулюється PaCO2, може виникнути метаболічний ацидоз. Якщо людина підключена до апарату штучної вентиляції легень, то запобігання гіпервентиляції здійснюється шляхом моніторингу рівня газів артеріальної крові.

## У масовій культурі
У фільмі «Штам Андромеди» один із персонажів заражується, але рятує себе, збільшуючи частоту дихання, щоб викликати алкалоз.